# خایمه سومالاکارره‌گی
خایمه سومالاکاررگی (اسپانیایی: Jaime Zumalacárregui‎؛ زادهٔ ۷ سپتامبر ۱۹۵۶) بازیکن هاکی روی چمن اهل اسپانیا بود.